# 오산대역 호반써밋
오산대역 호반써밋(영어:  Osan Collage Stn. HOBAN SUMMIT)은 대한민국 경기도 오산시 내삼미동에 위치한 아파트 단지이다. 2016년에 완공하였다. 10개동, 855세대이다. 원래 명칭은 오산세교 호반베르디움이였다. 단지의 고급화를 위해 2023년에 지금의 명칭으로 변경되었다. 승강기는 2017년식 OTIS NV1(ACD-4)이다. 